# Juan Ruiz Casaviella
Juan Ruíz Casaviella (Sotillo de la Ribera, provincia de Burgos (España); 1835 - ( 1897) , fue un farmacéutico y botánico español.
Criado en Sotillo, se trasladó a Caparroso, Navarra para realizar sus estudios. Durante sus los mismos realizó prácticas en una botica de la Corte y en el Real Jardín Botánico de Madrid. Al licenciarse en farmacia obtuvo plaza de farmacéutico en el Hospital General de la capital.
Cuando el "sacerdote botánico" José María de Lacoizqueta (1831-1891) llegó a su parroquia encontró para el estudio de la Naturaleza, una buena amistad con particularmente Juan Ruiz Casaviella.
Publicó en 1880 el Catálogo metódico de las plantas observadas como espontáneas en Navarra, 101 pp.

## Honores

### Epónimos
- (Asteraceae) Inula casaviellae Pau[2]

- La abreviatura «Casav.» se emplea para indicar a Juan Ruiz Casaviella como autoridad en la descripción y clasificación científica de los vegetales.[3]